# Tom Poes en de pruikenmaker
Tom Poes en de pruikenmaker is een ballonstripverhaal uit de reeks Tom Poes. Het verscheen in 1963 in weekblad Revu, vanaf nummer 44, tot nummer 5 in 1964.

## Samenvatting
Een boosaardige pruikenmaker wil iedereen in Rommeldam een van zijn pruiken laten dragen, en daarmee de bevolking zijn wil opleggen. Algauw is Tom Poes nog de enige zonder pruik, en daarmee de enige die nog vrij kan denken, en de pruikenmaker kan ontmaskeren. De schurk zet een hardloperspruik op zijn eigen hoofd en rent het verhaal uit.

## Achtergronden
De ballonstrip is een bewerking van het gelijknamige tekst-stripverhaal uit 1953, dat was verschenen in onder andere de Volkskrant (1953), De Locomotief (1954) en het Algemeen Indisch dagblad. De verhaallijn van de oude tekststrip is in de bewerking licht aangepast. In de jaren 80 was het verhaal in onder andere NRC Handelsblad opnieuw te lezen.
In 1970 gaf Coöperatieve Condensfabriek Friesland een album uit waarin het verhaal was samengevoegd met Tom Poes en de Zwarte Vleer; consumenten konden met spaarpunten en een bijbetaling het album bestellen. In 1995 verscheen er een heruitgave in hardcover door uitgeverij Panda; het werd daarin gebundeld met zes andere Tom Poesverhalen.